# Pic de Baborte
El Pic de Baborte és una muntanya de 2.934 metres que es troba entre els municipis d'Alins i de Lladorre, a la comarca del Pallars Sobirà. Forma part del massís de la Pica d'Estats, i està situat al Parc Natural de l'Alt Pirineu.
El pic domina sobre el Circ de Baborte, una coma d'origen glacial que acull l'estany de Baborte entre d'altres estanys. En aquest circ hi trobem també el Refugi de Baborte (o del Cinquantenari). El pic és un dels millors miradors de la Pica d'Estats.
L'ascensió al pic es fa des del refugi de Baborte. L'itinerari és fàcil fins al Coll de Baborte, però l'accés al cim passa per un terreny descompost i tarter.
Aquest cim està inclòs al llistat dels 100 cims de la FEEC